# Adolfo Venancio Hall Ramírez

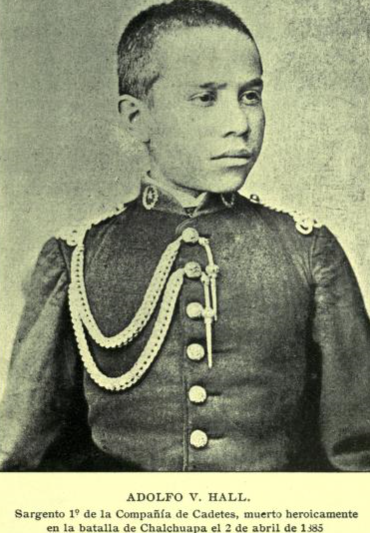
Adolfo Venancio Hall Ramírez

Adolfo Venancio Hall Ramírez (* 18. März 1866 in Guatemala-Stadt, Guatemala; † 2. April 1885 bei Chalchuapa, El Salvador) war ein guatemaltekischer Soldat und Kriegsheld.

## Leben
Adolfo Hall trat 1882 als Offizieranwärter in die Escuela Politécnica ein, an der er sich durch überdurchschnittliche Leistungen auszeichnete. Noch vor Abschluss seiner Ausbildung wurde er Ausbilder im Jalapa-Bataillon der Unionistenarmee von Präsident Justo Rufino Barrios Auyón, der Mittelamerika mit militärischen Mitteln einen wollte. Mit Barrios fiel auch Adolfo Hall in der für Guatemala unglücklich verlaufenen Schlacht von Chalchuapa im Westen El Salvadors. Adolfo Hall wurde noch am 31. März wegen besonderer Tapferkeit zum Oberstleutnant und Bataillonskommandeur befördert.

## Kadettenanstalt
Eine 1955 gegründete Kadettenanstalt der Streitkräfte Guatemalas wurde nach Adolfo V. Hall benannt. Heute tragen insgesamt sieben Militärschulen in Guatemala den Namen Instituto Adolfo V. Hall.

## Weblink
- Instituto Adolfo V. Hall (Memento vom 20. Februar 2004 im Internet Archive)

| Personendaten    | Personendaten                           |
| ---------------- | --------------------------------------- |
| NAME             | Hall Ramírez, Adolfo Venancio           |
| ALTERNATIVNAMEN  | Hall, Adolfo                            |
| KURZBESCHREIBUNG | guatemaltekischer Soldat und Kriegsheld |
| GEBURTSDATUM     | 18. März 1866                           |
| GEBURTSORT       | Guatemala-Stadt, Guatemala              |
| STERBEDATUM      | 2. April 1885                           |
| STERBEORT        | bei Chalchuapa, El Salvador             |